# Зонд каротажний
Зонд каротажний (рос. зонд каротажный, англ. logging sonde, нім. Bohrlochsonde f, Meßsonde f, Kabelsonde f) – вимірювальний пристрій, що використовується при електричних, радіоактивних, магн. та ін. геофіз. дослідженнях у свердловині. Містить приймачі (якщо ведеться реєстрація тільки природних полів) або приймачі і джерела полів. 